# Marcos Jorge
Marcos Jorge (Curitiba, 23 de novembro de 1964) é um diretor de cinema e roteirista brasileiro, mais conhecido por seu longa-metragem de estreia, Estômago, que recebeu 39 prêmios, 16 deles internacionais, tornando-se o filme brasileiro mais premiado dentro e fora do país no biênio 2008-2009.
A revista americana Variety o considerou um dos diretores mais interessantes da nova geração do cinema brasileiro e a brasileira Revista de Cinema o colocou entre os 10 cineastas brasileiros que mais se destacaram na década de 2000.
Além de outros quatro longas-metragens — coproduzidos por empresas como Warner Bros., Paramount, Globofilmes e Disney —, escreveu e dirigiu o especial Arqueologia da Luta, para o Canal Combate (do SporTV), e a série documental O Caso Celso Daniel, para a Globoplay.
Foi curador do III Festival de Cinema Brasileiro na China e, atualmente, é curador do Cine Passeio, Centro Cultural dedicado à cultura cinematográfica em Curitiba.

## Formação e primeiros trabalhos
Marcos Jorge formou-se em jornalismo no Brasil, em 1988, e estudou cinema na Itália, entre 1989 e 1990, com ênfase em linguagem cinematográfica, roteiro e direção de atores. Entre 1991 e 1994, fixou residência em Roma, onde trabalhou como assistente de direção e montador em filmes de longa-metragem e documentários para a televisão italiana. Em 1995, transferiu-se para Milão, onde passou a roteirizar e dirigir profissionalmente.
Ainda durante a década de 1990, realizou diversos filmes, documentários e vídeos experimentais, que integraram centenas de mostras e festivais, conquistando mais de 80 prêmios no Brasil e no exterior. Destacou-se também como artista plástico, com videoinstalações expostas na França, Itália, Holanda e Japão; expôs nos prestigiosos espaços da Triennale de Milão; foi artista-residente do CICV - Centre Internationale de Creation Video de Montbeliard, na França; e teve seus ‘espetáculos multimídia’ apresentados em eventos especiais no “Invideo - Mostra Internazionale di Video D’Arte e Ricerca” de Milão e do “Festival Pontino”, na Itália.
Em 2001 retornou ao Brasil, onde fundou a Zencrane Filmes, com a produtora Cláudia da Natividade, e dirigiu centenas de filmes publicitários, com os quais venceu diversos prêmios, entre eles, dois Profissionais do Ano da Rede Globo e duas medalhas de Ouro no Festival de Nova York.

## Curtas-metragens e arte rupestre
O Encontro (2002) e Infinitamente Maio (2003), primeiros curtas-metragens de Marcos Jorge produzidos pela Zencrane Filmes, receberam juntos mais de 40 prêmios.
Em 2004, foi lançado O Ateliê de Luzia - Arte rupestre no Brasil, primeiro documentário de longa-metragem de Marcos Jorge, premiado pelo Programa ‘Rumos Cinema e Vídeo’, do Instituto Itaú Cultural.
O projeto de registro da arte rupestre brasileira continuou com o lançamento, em 2007, do livro fotográfio Brasil Rupestre, em co-autoria com os arqueólogos André Prous e Loredana Ribeiro. Patrocinado pela Petrobrás, o livro é considerado até hoje uma referência no estudo e divulgação da arte pré-histórica brasileira.

## Longas-metragens de ficção

### 2008 - Estômago
Primeiro longa-metragem de ficção dirigido por Marcos Jorge, Estômago foi o filme nacional mais premiado no Brasil e no exterior em 2008-2009, conquistando trinta e nove prêmios, dezesseis deles internacionais. O longa foi distribuído em vários países de diversos continentes e venceu 5 prêmios Grande Otelo, da Academia Brasileira de Cinema (Melhor Filme, Diretor, Roteiro Original, Ator Coadjuvante e Melhor Filme pelo Público) e 4 Prêmios da Associação dos Correspondentes de Imprensa Estrangeira no Brasil (Melhor Filme, Diretor, Roteiro e Ator).
Estômago foi considerado o melhor filme do ano de 2008 pelos críticos do Jornal O Globo, e um dos dez melhores filmes brasileiros da década. Em novembro de 2015, a Abraccine o colocou entre os cem melhores filmes do cinema brasileiro de todos os tempos.

### 2011 a 2017
Filmado antes de Estômago, com co-direção de Fernando Severo, Corpos Celestes foi lançado apenas em 2011 e recebeu 8 prêmios em festivais pelo país. Quatro anos depois, em 2015, foi lançado O Duelo, adaptação do romance O Capitão de Longo Curso, de Jorge Amado, produzido pela Warner Bros e pela Total Filmes.
Em 2016, estreia Mundo Cão, produzido pela Paramount e pela Zencrane Filmes e estrelado por Lázaro Ramos, Babu Santana e Adriana Esteves. O filme foi detaque no Festival do Rio 2016, Festival do Peru 2017 e no Festival Brasileiro de Paris 2017 (Melhor Filme), tornou-se Representante Oficial do Festival BRICS (China), em 2017, e foi vendido Internacionalmente para Netflix.

### 2020 a 2022
Em fevereiro de 2020, começaram as fimagens de Abestalhados 2, primeiro longa-metragem de comédia de Marcos Jorge, codirigido por Marcelo Botta. Menos de um mês depois, as filmagens foram paralizadas por causa da pandemia de Covid-19, sendo retomadas apenas seis meses depois. Apesar das dificuldades, as filmagens foram concluídas ainda em 2020, sendo uma das primeiras produções nacionais a implantar os protocolos de segurança que passariam a ser adotados por todas as produções audiovisuais brasileiras até o fim da pandemia.
Em Março de 2022, começaram as filmagens de Estômago 2, continuação do premiado filme de estreia de Marcos Jorge.

## Documentários para TV
Em 2021 — dezesete anos após estrear como documentarista, com o longa-metragem O Ateliê de Luzia —, foi ao ar Arqueologia da Luta, documentário dirigido por Marcos Jorge para o canal Combate (Sportv).
Em janeiro de 2022, é lançada a série documental O Caso Celso Daniel, criada, coescrita e dirigida por Marcos Jorge para a Globoplay. Resultado de mais de quatro anos de trabalho e pesquisa, o documentário se destacou como um dos mais assistidos entre todos os programas, novelas, filmes e seriados da plataforma de streaming.

## Filmografia principal

### Cinema
| Ano  | Título                                      | Tipo         | Formato        |
| ---- | ------------------------------------------- | ------------ | -------------- |
| 1993 | Carta a Bertolucci                          | Ficção       | Curta-metragem |
| 1994 | Reflexões                                   | Experimental | Curta-metragem |
| 1995 | Vernichtung Baby                            | Documentário | Média-metragem |
| 1998 | Paisagens                                   | Experimental | Curta-metragem |
| 2000 | O Medo e seu Contrário                      | Experimental | Média-metragem |
| 2002 | O Encontro                                  | Ficção       | Curta-metragem |
| 2003 | Infinitamente Maio                          | Ficção       | Curta-metragem |
| 2004 | O Ateliê de Luzia - Arte Rupestre no Brasil | Documentário | Longa-metragem |
| 2008 | Estômago                                    | Ficção       | Longa-metragem |
| 2011 | Corpos Celestes                             | Ficção       | Longa-metragem |
| 2015 | O Duelo                                     | Ficção       | Longa-metragem |
| 2016 | Mundo Cão                                   | Ficção       | Longa-metragem |
| 2022 | Abestalhados 2                              | Ficção       | Longa-metragem |
|      | Estômago 2                                  | Ficção       | Longa-metragem |

### Televisão
| Ano  | Título              | Formato          | Canal                  |
| ---- | ------------------- | ---------------- | ---------------------- |
| 2021 | Arquitetura da Luta | Documentário     | Canal Combate (SporTV) |
| 2022 | O Caso Celso Daniel | Série Documental | Globoplay              |